# Super Bowl LXII
Il Super Bowl LXII sarà la 62ª edizione del Super Bowl, la finale del campionato della National Football League, in programma il 13 febbraio 2028, per decretare il campione della stagione 2027.
La finalissima si disputerà al Mercedes-Benz Stadium di Atlanta, Georgia. Sarà il quarto Super Bowl ad essere giocato ad Atlanta, e il secondo in questo stadio, dopo il Super Bowl LIII nel 2019. La partita verrà trasmessa negli Stati Uniti da CBS.

## Processo di selezione dello stadio
Dal Super Bowl LVI, le città interessate non possono più presentare la propria proposta, bensì è la lega a decidere unilateralmente una potenziale location; la franchigia scelta stila una proposta per ospitare la finalissima, ed infine i proprietari delle squadre votano per determinare se il piano sia accettabile o meno.
Il 15 ottobre 2024 la NFL annunciò che il Mercedes-Benz Stadium, casa degli Atlanta Falcons, fu selezionata come sede del Super Bowl.